# Kasza László (orvos)
Kasza László (Pusztakeresztúr, 1914. december 15. – 2010. február 10.) erdélyi örmény-magyar orvos, orvosi szakíró. 

## Életútja
Örmény származású, a család eredeti neve: Khosza.
A temesvári gimnáziumban érettségizett (1932), orvosi diplomát a kolozsvári egyetemen szerzett (1939). Ugyanitt a kórtünettani klinikán gyakornok (1941), tanársegéd (1943). A második világháború folyamán a frontra került, a hadifogságból 1948-ban tért haza. Mócson körorvos, Salamáson közegészségügyi felügyelő, 1949-től a marosvásárhelyi OGYI fertőzőklinikáján adjunktus, elnyerte az orvostudományok doktora címet (1960), előadótanár (docens) (1964), tanszékvezető tanár (1974) nyugalomba vonulásáig.
Szakközleményei hazai (Orvosi Szemle – Revista Medicală, Tájékoztató, Studii și Cercetări de Medicină, Studii și Cercetări de Microbiologie, Medicina Internă) és külföldi szakfolyóiratokban (Acta Medica Hungarica, Zeitschrift für die Gesamte Innere Medizin und Grenzgebiete), tudománynépszerűsítő írásai a TETT hasábjain jelentek meg.
Tudományos tevékenységében a fertőző megbetegedések kórtanával, szövődményeivel, kezelésével foglalkozott. Behatóan vizsgálta a különböző májbetegségek és sárgaságok elkülönítő kórisméjét, e célra önálló biokémiai és polarográfiai módszereket dolgozott ki. Elsőként írta le Romániában a Robin típusú idült sárgaságot (eset kapcsán), s az elsők között közölt értékes megfigyeléseket a Dubin–Johnson típusú sárgaságról. Mint újító, a hasvízkóros folyadék lecsapolására önálló eljárást alkalmazott.
A Kelemen László gondozásában megjelent A fertőző betegségek kór- és gyógytana című kőnyomatos jegyzet (Marosvásárhely, 1951, utolsó kiadás 1958) és a V. Voiculescu szerkesztette Boli infecțioase című egységes tankönyv (1960) társszerzője. Önálló jegyzetei: Fertőző betegségek (Marosvásárhely, 1979–80) és Boli infecțioase (Marosvásárhely, 1982).

## Díjak, elismerések
2001. december 23-án a Marosvásárhelyi Orvosi és Gyógyszerészeti Egyetem vezetősége köszöntötte a 90 és a 80 évet megért professzorait, tiszteletbeli professzori oklevéllel tüntették ki a nagy öregeket, köztük oklevelet és emlékplakettet nyújtottak át a 87 éves Kasza Lászlónak (és a 91 éves Dóczy Pál Istvánnak, a 90 éves Puskás Györgynek és a 90. életévébe lépő Horváth Endrének.)